# Hymenophyllum verecundum
Hymenophyllum verecundum är en hinnbräkenväxtart som beskrevs av Morton. Hymenophyllum verecundum ingår i släktet Hymenophyllum och familjen Hymenophyllaceae. Inga underarter finns listade.